# أرجوسولو
أرجوسولو، (بالإنجليزية: Orgosolo)، (سردينيا: Orgosolo)، هي بلدية في مقاطعة نوورو، في منطقة سردينيا المتمتعة بالحكم الذاتي، على بعد حوالي 110 كم (68 ميل) شمال كالياري، وحوالي 13 كم (8 ميل) جنوب نوورو. تشتهر البلدية بجدارياتها. يمكن العثور على هذه اللوحات السياسية على الجدران في جميع أنحاء أرجوسولو، منذ حوالي عام 1969، وتعكس الجداريات، جوانب مختلفة من النضالات السياسية في سردينيا، لكنها تتعامل أيضًا مع القضايا الدولية.

## السكان
في سنة 1861 بلغ عدد السكان 2٬133 نسمة، وتطور العدد ليصل في سنة 2011 لـ 4٬347 نسمة.
يظهر هذا المخطط البياني تطور النمو السكاني لـ اورجوسولو